# Тарасов Микола Григорович (педагог)
Микола Григорович Тарасов 12 (24) травня 1866 року, Псков - 17 березня 1942 року, Ойрот-Тура ) - російський та радянський краєзнавець і педагог, фахівець в області методики викладання історії. Доктор педагогічних наук ( 1940 ), професор, заслужений діяч науки РРФСР ( 1940).

## Біографія
У 1891 році закінчив історико-філологічний факультет Московського університету . Згодом продовжив свою освіту в Сорбонні та Берлінському університеті, де вивчав історію мистецтв  .
З 1891 року викладав історію в 5-й Московській чоловічій гімназії, незабаром став інспектором цієї ж гімназії. З перших років роботи в освіті займався питаннями ефективної організації викладання  . У 1897 році організував в гімназії зразковий методичний кабінет історії, аудиторію для класних і позакласних занять  .
На початку XX століття Тарасов вже був видатним фахівцем в області методики викладання історії. Брав участь в роботі педагогічного товариства при Московському університеті, протягом 1903-1909 року був головним редактором збірок, що видавалися цією організацією. Читав лекції та проводив практичні заняття з історії та методики  викладання історії на Педагогічних курсах їм Д. І. Тихомирова і в інших педагогічних закладах  . У 1911 році відкрився в Педагогічний інститут ім. П. Г. Шелапутіна , де Н. Г. Тарасов взяв на себе обов'язок викладати курс методики викладання історії  .
З 1921 року працював професором кафедри теорії та практики народної освіти факультету суспільних наук Московського університету  .
З 1934 року Тарасов працював на кафедрі методики викладання історії історичного факультету Московського державного педагогічного інституту  . З 1938 року був завідувачем цієї кафедри  .
Один з авторів «Короткого курсу історії СРСР» (під ред. А. В. Шестакова) - першого радянського підручника з історії СРСР для початкової школи.

## Методичні ідеї
Н. Г. Тарасов зробив значний внесок в розвиток методики викладання історії в середніх навчальних закладах. Як методист він виступав за широке застосування принципу самостійної діяльності учнів, який проявлявся в постійній підготовці ними різного роду рефератів, організації їх роботи з історичними документами, картами, малюнками, а також як поборник наочного методу навчання і автор багатьох наочних посібників з історії.
Історичний кабінет, створений ним в 5-й Московській чоловічій гімназії, представляв собою справжню лабораторію творчості та історичної реконструкції для гімназистів. Тут активно займалися моделюванням, виготовляючи, наприклад, макети будиночків первісної людини, єгипетських пірамід, замків феодалів або дворянських садиб XVIII в. 
Орієнтуючись на вікові та психологічні особливості учнів 1-2 класів гімназії, Тарасов розробив методику вступних бесід і роботи з наочними посібниками. Ця методика стала практичним спростуванням теоретичних поглядів «офіційної» педагогіки, згідно з якими розуміння учнями багатьох подій і явищ державного і суспільного життя можливе не раніше ніж з 14-15 років  .
Увагу, яку Тарасов приділяв наочності, пов'язана й розробка навчальних посібників, в основі яких лежало використання історичних картин, зображені на яких події коментувалися в спеціально написаних підписах. Такі посібники він розробив з історії Західної Європи середньовіччя і раннього нового часу (спільно з С. П. моравским ) І з історії Росії (спільно з А. Ф. Гартвіга).
Крім школи місцем організації активного навчання для Н. Г. Тарасова був музей. Багато років використовуючи експозиції історичного музею в навчальних цілях, він в 1920-і роки прийшов до наступної методики. Не даючи учням при відвідуванні музею спеціальних пояснень понад те, що вже було пройдено в шкільних стінах, Тарасов поділяв їх на «бригади» по 5-6 чоловік, пропонуючи кожній з них самостійно підготувати розповідь . Розглядаючи експонати, учні готувалися до проведення екскурсії по заданій темі, на що відводилося близько 20 хвилин. Потім учні проводили екскурсію, в кінці якої вчитель додавав узагальнення по темі уроку. Під час екскурсій учням пропонувалося використовувати знання, набуті ними з читання науково-популярної літератури, відповідати на запитання. Таким чином, на думку Н. Г. Тарасова, школярі не тільки отримували знання, а й розвивали необхідні дослідницькі навички  .Методичні ідеї Н. Г. Тарасова лежали в основі читавшихся їм у вищих навчальних закладах курсів методики викладання історії. Уже в програмі курсу методики, розробленої ним для Педагогічного інституту ім. П. Г. Шелапутіна (в 1911/12 навчальному році) Тарасов наголошував на необхідності не абстрактно-теоретичного, а практичного навчання:
Перш за все слухачі присутні на уроках керівника. Потім слухачі відвідують різні навчальні заклади і вивчають там постановку, методи і прийоми викладання, і кожен відвіданий урок фіксується, конспектує. Крім цього - препарації до класів, де їх чекають уроки. Ці уроки вони дають у присутності керівника і всіх слухачів, потім - обговорення. Тепер теорія і досвід злилися. Завершується робота заключними рефератами, в яких кожен із слухачів в відведеної йому області являє все, що йому вдалося виробити і засвоїти протягом двох років.

## Твори
- Тарасов Н. Г., Моравський С. П. Культурно-історичні картини з життя Західної Європи IV-XVIII століть. - М., 1903. - XI, 196 с., 12 л. іл. (2-е вид .: М., 1910; 3-е изд .: М., 1914; 4-е изд .: М., 1924).
- Музей Педагогічного Товариства в перше п'ятиріччя свого існування (1903-1907 рр.) / Под ред. Н. Г. Тарасова. - М., 1908. - 170 с.
- Тарасов Н. Г., Гартвіг А. Ф. З історії російської культури. Вип. 1-14. М .: Изд. В. В. Думнова, 1908-1913. [Історичні нариси з додатком навчальних картин].
  - Вип. 1: Слов'янський селище. - М., 1908. - 19 с., 1 л. іл.
  - Вип. 2: Полюдье. - М., 1908. - 19 с., 1 л. іл.
  - Вип. 3: З'їзд князів. - М., 1911. - 15 с., 1 л. іл.
  - Вип. 4: Половецький набіг. - М., 1908. - 19 с., 1 л. іл.
  - Вип. 5: У монастирі. - М., 1908. - 28 с., 1 л. іл.
  - Вип. 6: У садибі князя вотчинника. - М., 1909. - 24 с., 1 л. іл.
  - Вип. 7: Ворог під стінами. - М., 1910. - 26 с., 1 л. іл.
  - Вип. 8: Віче в Новгороді. - М., 1911. - 8 с., 1 л. іл.
  - Вип. 9: На пристані в Новгороді. - М., 1911. - 24 с., 1 л. іл.
  - Вип. 10: В Московському Кремлі. - М., 1913. - 18 с., 1 л. іл.
  - Вип. 11: На службі державі. - М., 1910. - 23 с., 1 л. іл.
  - Вип. 12: Селянський союз. - М., 1913. - 14 с., 1 л. іл.
  - Вип. 13: Книжное навчення. - М., 1913. - 16 с., 1 л. іл.
  - Вип. 14: У теремі. - М., 1913. - 18 с., 1 л. іл.
- Тарасов Н. Г. Екскурсія в глиб століть по пам'ятниках Імператорського Історичного музею в Москві. Вип. 1: Кам'яний і бронзовий століття. - М., 1916. - 32 с.
- Тарасов Н. Г. Проблема підготовки вчителя історії для середньої школи в Росії в минулому і сьогоденні. // Питання викладання історії в середній і початковій школі. Вип. 2. - М., 1917. - С. 1-57.
- Суспільствознавство: Зб. статей / Под ред. Н. Г. Тарасова. Тт. 1-5. - Пг .: «Сівач», 1924-1926. - (Бібліотека суспільствознавства).
  - Т. 1: Життя суспільства в первинних формах та в складних утвореннях античного рабовласницького світу.
  - Т. 2: Форми організації праці і суспільства в Європі в епоху переважання натурального господарства і розвитку середземноморської торгівлі.
  - Т. 4: Життя суспільства в епоху новітньої світової торгівлі, капіталістичної промисловості і розвитку соціалізму.
  - Т. 5: Капіталізм і соціалізм: економічні та державно-правові основи життя суспільства.
- Тарасов Н. Г. Масові обществоведческие екскурсії та суспільно-корисна праця. Теорія і практичне оформлення. - М .: Працівник освіти, 1927 - 35 с.
- Тарасов Н. Г. Пояснювальний текст для викладачів до картинам з історії. - М .: Учпедгиз, 1937. - 12 с.
- Тарасов Н. Г. Методика викладання історії: Лекції. - М .: МГПИ ім. В. І. Леніна, 1941.